# Traffic School – Die Blech- und Dachschaden-Kompanie
Traffic School – Die Blech- und Dachschaden-Kompanie ist eine US-amerikanische Filmkomödie aus dem Jahr 1985.

## Handlung
Der Streifenpolizist Deputy Henry Halik wurde gerade in seinem Bezirk Birch County befördert. Mit seiner Partnerin und Geliebten Deputy Virginia Morris macht er sich auf zum Einsatz und muss auch gleich Dana Cannon anhalten und mehrere Strafzettel wegen unterschiedlicher Vergehen schreiben. Anschließend muss er zum Unfall von Joan Pudillo, dem Puppenspieler Scott und der halbblinden Greisin Loretta Houk. Alle verlieren ihren Führerschein und werden von der Richterin Nedra Henderson zur Fahrschule verurteilt. Wenn sie den Kurs nicht bestehen, werden ihre Fahrzeuge versteigert. Zuvor traf Dana noch auf Halik und Morris, die glaubten, dass er an einem Wagen herumlungerte. Da sie ihn nicht mögen und der Wagen im Halteverbot steht, zertrümmerten sie diesen mit ihren Schlagstöcken. Es war allerdings der Privatwagen von Haliks Vorgesetztem, Chief Robert Fromm, der ihn und Morris zur Fahrschule zwangsversetzt. Dort herrschen sie mit Disziplin und täglichen Tests und wollen wenig von Danas Späßen hören. Auf der Männertoilette bedroht Halik ihn etwas später und betont, dass er ihn für seine misslungene Beförderung verantwortlich macht.
Während des Kurses lernt Dana die schöne Amy Hopkins kennen, die er zwar für beschränkt hält, die aber dennoch Raketenwissenschaftlerin bei der NASA ist. Mit ihr verbringt er immer mehr Zeit, sodass sie ihn später zu sich auf Arbeit einlädt, wo sie in einer Schwerelosigkeitskammer miteinander schlafen. Derweil verbringt Halik weniger Zeit mit seiner Freundin und kommt Richterin Henderson näher, die ihm vorschlägt, alle Teilnehmer des Kurses durchfallen zu lassen, die Autos zu verkaufen und das Geld miteinander zu teilen. Halik stimmt dem zu und erschwert fortan den Kurs für alle. Dabei wird er auch tatkräftig durch die Unfähigkeit der meisten unterstützt. Dana braucht seinen Wagen, um Geld zu verdienen. Er bricht ins Lager ein, bemerkt, dass Henderson und Halik eine Affäre haben, und stiehlt seinen Wagen. Das wiederum lässt Halik nicht auf sich sitzen und entwendet ihn zurück, begeht damit einen Raubüberfall und schiebt diesen Dana in die Schuhe.
Nachdem Dana verurteilt wurde, bereitet er sich mit allen Kursteilnehmern auf die anstehende Abschlussprüfung vor. Zur Überraschung Haliks bestehen alle den Kurs. Daher entschließt er sich, den Test abzuwerten und ihn lediglich zu 5 % in die Abschlussnote einfließen zu lassen. Vielmehr müssen alle bei einem praktischen Test auf einem Hinderniskurs ihre Fähigkeiten beweisen. Dabei ist dieser so konstruiert, dass Halik während der Fahrt manipulieren kann und alle durchfallen. Anschließend sind alle so niedergeschlagen, dass Dana zur Rache an Halik aufruft. Während Halik eine Liebesnacht voller Sex und Sadomasochismus mit der Richterin verbringt, manipulieren sie seinen Streifenwagen. Am nächsten Morgen werden sie dabei von Morris erwischt. Sie ist wütend vor Eifersucht, weswegen sie vorschlägt, das Buch mit den Beweisen zur anstehenden Auktion zu entwenden. Sie stehlen es und flüchten durch die Stadt zu Chief Fromm, der sofort Halik und die Richterin verhaften lässt. Anschließend wird Danas Verurteilung für nichtig erklärt und alle Kursteilnehmer erhalten ihre Führerscheine. Als Chief Fromm allerdings kurz nach Abschluss des Kurses die Straße entlangfährt, sieht er, wie jeder bereits wieder von der Polizei angehalten wurde.

## Kritik
„Die banale Story dient als Grundlage für eine ermüdende Abfolge von meist matten Gags.“

## Veröffentlichung
Der Film startete am 19. April 1985 in den US-Kinos und konnte etwas mehr als 10,6 Mio. US-Dollar einspielen. In Deutschland startete der Film am 29. August 1985 und wurde von 139.960 Kinobesuchern gesehen. Seit Mai 1986 ist der Film als deutschsprachige VHS erhältlich.